# Play (유리 포츠만의 노래)
《Play》는 2016년에 발매된 유리 포츠만의 노래이다. 유니버설 뮤직 그룹에 의해 발매되었다.

## 곡 목록
| #  | 제목     | 재생 시간 |
| -- | -------- | --------- |
| 1. | 〈Play〉 | 2:59      |